# بريد بن أبي مريم السلولي
بريد بن أبي مريم السلولي،(- 144 هـ)، واسمه مالك بْن ربيعة السلولي البَصْرِي، تابعي ومُحدِّث ثقة. روى له محمد بن إسماعيل البخاري في الأدب المفرد، والباقون سوى مسلم بن الحجاج.

## روايته للحديث النبوي
- روى عن: أبيه وله صحبة، وأنس بن مالك وعبد الله بن عباس وأبي موسى الأشعري والحسن البصري وربيعة بن شيبان وشهر بن حوشب ومحمد بن الحنفية.
- روى عنه: ابنه يحيى، وابن أخيه أوس بن عبيد الله، وشعبة بن الحجاج وأبو إسحاق السبيعي ويونس بن أبي إسحاق السبيعي، وعبد الرحمن بن هرمز شيخ لابن جريج وليس بالأعرج، ورقبة بن مصقلة، وحبان بن يسار، وحرب بْن سريج، والحسن بْن عُبَيد اللَّه النخعي، والحسن بن عمارة، والحكم بن عتيبة، وخلف بن حوشب، والخليل بْن مرة، وسلم بْن زرير، وأَبُو مريم عبد الغفار بْن القاسم، وعطاء بن السائب، والعلاء بْن صالح، وغيلان بْن جامع المحاربي، ومحمد بن عبد الرحمن بن أبي ليلى، ومحمد بْن عتاب بْن ورقاء التميمي، ومحمد بْن أَبي النوار، ومعمر بن راشد.[1]
- الجرح والتعديل: ذكره ابن حبان في كتاب الثقات، قال يحيى بن معين وأبو زرعة الرازي والنسائي والعجلي: «ثقة»، وقال أبو حاتم الرازي: «صالح»، وقال الدارقطني: «على شرط الصحيح».[2]